# حمزة الجبن
حمزة أحمد جاسم محمد الجبن (ولد في 17 أبريل 2000 في المحرق، البحرين) لاعب كرة قدم بحريني يجيد اللعب في مركز الوسط المحوري. يلعب حاليا لصالح المحرق الذي ينافس في الدوري البحريني الممتاز منذ 2018.